# Křenov (okres Svitavy)
Křenov (dříve Křenová Třebová nebo jen Křenová, německy Krönau) je obec v okrese Svitavy v Pardubickém kraji. Žije zde 407 obyvatel.

## Historie
První písemná zmínka o obci pochází z roku 1308.

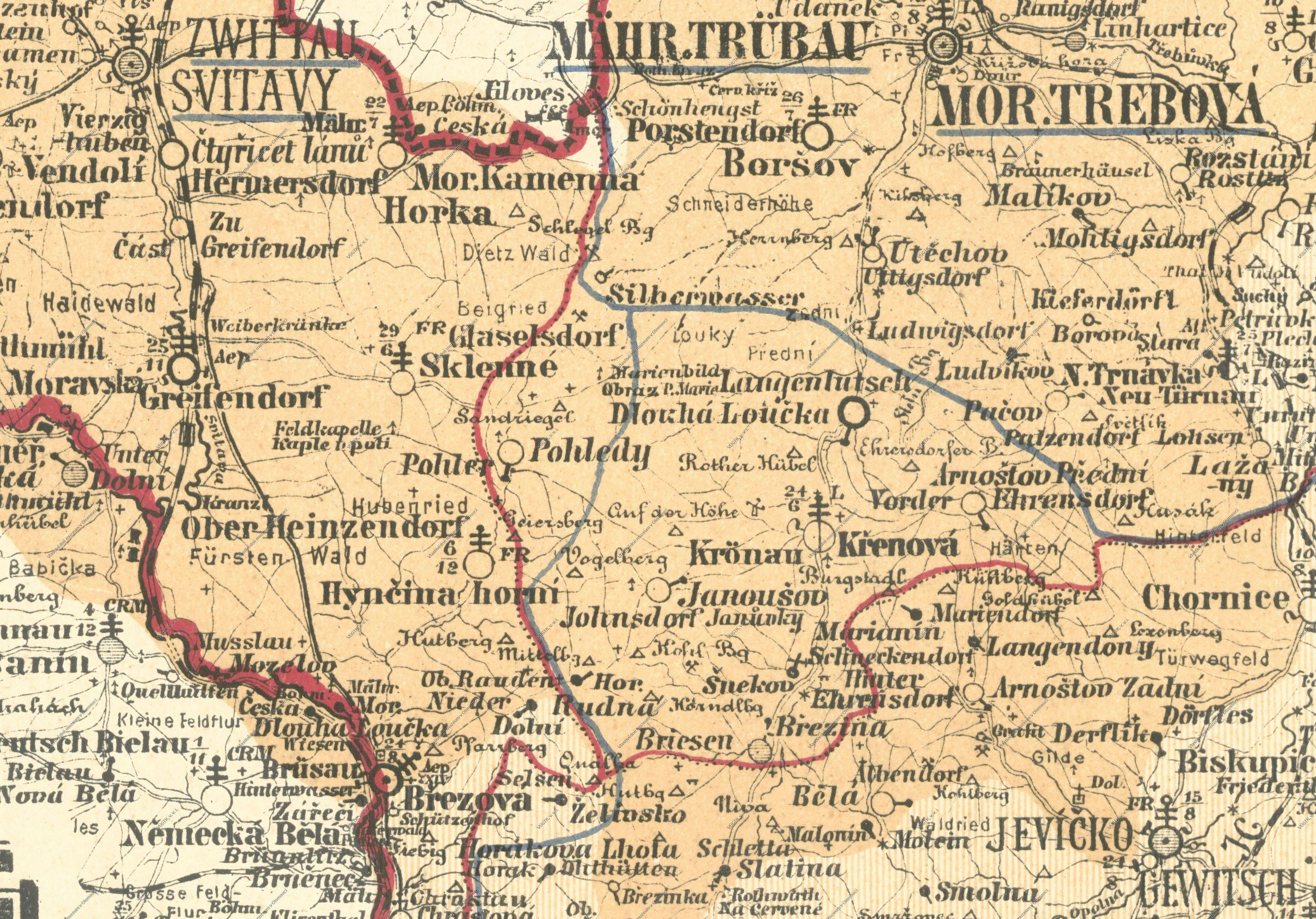
Křenov jako Křenová (Krönau) na historické mapě (1897)

Název Křenov je slovanského původu, ale písemnými prameny není doložen. Dlouho se mylně tradovalo, že je první písemná zpráva z roku 1308 Crenaw, jde však o jinou lokalitu v blízkosti Olomouce. Roku 1365 je Křenová nazýváno městečkem (opidum Crenowia) a je součástí třebovského panství, které koupil moravský markrabě Jan Jindřich od Jindřicha mladšího z Lipé, který je zdědil po svém příbuzném Čeňkovi z Lipé, jemuž připadlo rodovým dělením statků již roku 1346. Markrabě Jan Jindřich vlastnil Křenov až do své smrti roku 1375. Roku 1398 ztratil Křenov statut městečka, 1485 byl však Jiříkem Hrabišem Kostkou z Postupic znovu povýšen na městečko a obdržel městskou pečeť.
Podle moravskotřebovského urbáře měl v 16. a 17. století katastr Křenova výměru 20 lánů a 33 usedlostí. Po bitvě na Bílé hoře v roce 1620 získal panství darem od císaře kníže Karel z Liechtensteina. Na konci třicetileté války, roku 1645, byl Křenov obsazen švédským vojskem, podle zápisků moravskotřebovského syndika však nebyl zpustošen. Velkou tragédii vyvolala morová epidemie roku 1715, na niž zemřelo 800 obyvatel. Po ní začala výjimečná výstavba barokní architektury. Roku 1758 se zde srazilo pruské vojsko s rakouským císařským. V nedalekém Jevíčku sídlilo císařské vojsko s generálem Laudonem. Městečko časem ztratilo svá práva, protože je nepředložilo ke konfirmaci, ale za císařovny Marie Terezie mu byla vrácena a potvrzena.

## Pamětihodnosti
Kostel, kaple a fara byly postaveny jako vrcholně barokní architektonický komplex v roce 1732 farářem jezuitou Johannem Benediktem Rusticem Schindlerem (1664–1736) pod patronátem knížete Josefa Johanna Adama z Liechtensteina. Od roku 2007 byla budova fary restaurována a je využívána jako muzeum a stylový hostinec. Do jihozápadní části katastrálního území zasahuje část hradiště u Mařína.
- Kostel Narození svatého Jana Křtitele, vrcholně barokní stavba na návsi
- Kaple svatého Isidora s pěti štukovými figurami[6] od Jeana Baptista Dusarta[7]
- Pranýř, barokní z roku 1732
- Socha Panny Marie Immaculaty
- Sousoší Panny Marie
- Křenovská fara

## Rodáci
- Eduard Kasparides (1858–1926), rakouský malíř